# Éja
Éja (russisk: Éя) er en flod i Krasnodar Krai i Rusland. Det falder ind i Yeya Firth i Taganroska-bugten, i det Azovske Hav. Den er 311 km lang med et afvandingsområde på 8.650 km2. Det tørrer ud om sommeren. Havnebyen Jejsk ligger ved Yeya Firth ved halsen af tangen Yeya Spit.